# Albert Botran i Pahissa
Albert Botran i Pahissa   (Molins de Rei, 14 de gener de 1984) és un historiador i polític català. Va estudiar Història Comparada a la Universitat Autònoma de Barcelona i ha escrit diversos llibres sobre història moderna i contemporània de Catalunya. El 2009 va ser escollit membre del Secretariat Nacional de la Candidatura d'Unitat Popular (CUP) i va ser regidor de l'Ajuntament de Molins de Rei. En les eleccions al Parlament de Catalunya de 2015 va ser elegit diputat per la Candidatura d'Unitat Popular - Crida Constituent per la circumscripció de Barcelona. És col·laborador habitual d'El Punt Avui, El Temps i de Ràdio Molins de Rei.

## Trajectòria
El setembre del 2017 la Fiscalia General de l'Estat va presentar una demanda per enaltiment del terrorisme contra quatre membres de Poble Lliure: Guillem Fuster, portaveu de l'organització, Albert Botran, Ferran Dalmau i Toni Casserras, per la participació el mes de febrer en un acte per recordar el 30è aniversari de la mort de Julià Babia i Privat.
En les eleccions a les Corts espanyoles del 10 de novembre de 2019 va ser elegit diputat de la CUP al Congrés dels Diputats a la circumscripció de Barcelona. Com a portaveu de la CUP, el 3 de març de 2022 hi va exposar els motius de rebuig de la formació a una proposició no de llei de condemna a la invasió russa d'Ucraïna dels 2022 i de suport a Ucraïna en el context de la Guerra al Donbàs. Botran va manifestar que «els Estats Units són un actor involucrat en l'Euromaidan, com la UE, que ha jugat a enfrontar des de fora», la presència de neonazis al Batalló Azov i va acabar, tot i desitjar la retirada de l'exèrcit rus, va criticar l'enviament d'armes a Ucraïna i va manifestar una clara oposició a l'OTAN declarant que «el camí de la pau depèn, doncs, de la retirada de les tropes russes d'Ucraïna, del rebuig de l'escalada militar així com de l'enviament de tropes i armes a Ucraïna, del rebuig a l'OTAN i de l’aposta per una relació amb els pobles a través del diàleg i la cooperació».
A les eleccions a les Corts espanyoles de 2023 no va obtenir representació i al cap de pocs dies va anunciar que passava a segona línia, tot proposant una refundació de la CUP.

## Obra publicada
- Les proclames de sobirania de Catalunya 1640-1936 (Coautor) (2009)
- Unitat Popular. La construcció de la CUP i l'independentisme d'esquerres (2012)
- Introducció a la història dels Països Catalans.  Edicions del 1979, 2014. ISBN 978-84-940126-7-9. (amb Carles Castellanos i Lluís Sales)
- Independència és revolució. La sobirania en un món en crisi.  Edicions Tres i Quatre, 2022. ISBN 978-84-17469-51-1.
- Si Lenin aixequés el cap. Ara Llibres, 2024.[9]

## Premis i reconeixements
El 2010 va guanyar el Premi Francesc Carreras i Candi per l'obra Pensar històricament els Països Catalans. La historiografia i el projecte nacional dels Països Catalans (1960-1985).